# Centre històric de Riudoms
El Centre històric de Riudoms és el centre de la vila de Riudoms (el Baix Camp) protegit com a Bé Cultural d'Interès Local.

## Descripció
El municipi de Riudoms, limita a l'est amb Reus, al nord amb Maspujols, nord-oest amb les Borges del Camp i a l'oest amb Montbrió del Camp. El nucli històric s'ubica al voltant de l'església de Sant Jaume, ubicació històrica per l'emplaçament de l'antic Castell. Els edificis del centre es caracteritzen per la disposició entre mitgeres, de dues o tres altures i coberta a doble vessant. Ocupen parcel·les característiques de casa de pagès, estretes i llargues.

## Història
L'origen del poble se situa el dia 25 de gener de 1151, quan el príncep normand Robert d'Aguiló dona per segona vegada Riudoms al cavaller Arnau de Palomar, amb el pacte de bastir-hi un castell a mitges. A partir d'aquest moment, Riudoms es convertí en feu de la seu arquebisbal de Tarragona. Al llarg del segle xiii la vila degué experimentar un notable creixement demogràfic i econòmic, que causà la construcció de la nova església de Sant Jaume.